# Philip Rogers
Philip Rogers (Australia, 24 de abril de 1971) es un nadador australiano retirado especializado en pruebas de estilo braza, donde consiguió ser medallista de bronce olímpico en 1992 en los .

## Carrera deportiva
En los Juegos Olímpicos de Barcelona 1992 ganó la medalla de bronce en los 100 metros braza, con un tiempo de 1:01.76 segundos, tras el estadounidense Nelson Diebel y el húngaro Norbert Rózsa; cuatro años después, en las Olimpiadas de Atlanta 1996 ganó el bronce en los relevos de 4 x 100 metros estilos.